# Бум!
«Бум!» (англ. Boom!) — кинофильм Джозефа Лоузи, 1968 года. Снят по мотивам пьесы Теннеси Уильямса «Молочный фургон здесь больше не останавливается».

## Сюжет
Флора Гофорт — мультимиллионерша, хозяйка острова в Средиземном море и прекрасного дворца на берегу. Она, пережившая шестерых мужей, коротает время за тем, что диктует свои нескончаемые мемуары слугам, предчувствуя скорую смерть.
На острове появляется незнакомец по имени Крис Фландерс. Про него известно, что в прошлом он издал книгу стихов, также известно его необычное прозвище «Ангел смерти». Флора, хотя и окружена сонмом слуг — одинока. Фландерс — единственный человек, которому вдова открывается, он же и встречает вместе с ней её смертный час. Фландерс оказывается обычным проходимцем. Тело женщины ещё не остыло, когда он уже начал торопливо снимать с него драгоценности…

## В ролях
- Элизабет Тейлор — Флора Гофорт
- Ричард Бартон — Крис Фландерс
- Ноэл Кауард — ведьма с Капри
- Джоанна Шимкус — мисс Блэк
- Ромоло Валли — Лайло
- Вероника Уэллс — Симонетта
- Ховард Тейлор — журналист
- Майкл Данн — Руди